# Bourgmestre (Luxembourg)
Pour les articles homonymes, voir Bourgmestre (homonymie).
Le bourgmestre (/buʁg.mɛstʁ/ ; en luxembourgeois : Buergermeeschter /buːɐ̯jɐmˈeːʃtɐ/ ; en allemand : Bürgermeister) est le détenteur du pouvoir exécutif d'une commune au Luxembourg. 
Le bourgmestre est un membre clef du collège des bourgmestre et échevins et du conseil communal. Le collège se compose ainsi d'un bourgmestre et de deux échevins — hors dérogations, le nombre des échevins peut être fixé, par arrêté grand-ducal, à trois dans les communes de 10 000 à 19 999 habitants ; à quatre dans les communes de 20 000 habitants et plus et à six dans la ville de Luxembourg. Quant au conseil communal, il comprend les membres du collège des bourgmestre et échevins ainsi qu'un certain nombre de conseillers communaux. Ce nombre est déterminé en fonction du nombre des habitants de la commune.
Le processus de nomination, les attributions et devoirs du bourgmestre sont définis par la loi communale du 13 décembre 1988.
Les bourgmestres sont également communément appelés Gemengepapp (père de la commune) ou Gemengemamm (mère de la commune).

## Histoire

### De la Révolution française au Premier Empire (1795-1815)
Les agents municipaux (maires) sont élus au suffrage direct pour 2 ans et rééligibles par les citoyens actifs de la commune, contribuables payant une contribution au moins égale à 3 journées de travail dans la commune. Sont éligibles ceux qui paient un impôt au moins équivalent à dix journées de travail.
La Constitution du 5 fructidor an III (22 août 1795), met en place les municipalités cantonales. Chaque commune élit dorénavant un agent municipal qui participe à l'administration de la municipalité cantonale. L'agent municipal passe sous l'autorité des « présidents des municipalités cantonales ».
La Constitution du 22 frimaire an VIII (13 décembre 1799) revient sur l’élection du maire, les maires sont nommés par le préfet pour les communes de moins de 5 000 habitants, par le Premier Consul pour les autres.
Avec la loi du 28 pluviôse an VIII (17 février 1800), l'appellation de maire remplace celle d'agent municipal.
À compter du 2 pluviôse an IX (22 janvier 1801) le maire est chargé seul de l'administration de la commune et les conseillers ne sont consultés que lorsqu’il le juge utile.

## Nomination
Le bourgmestre est nommé par le Grand-duc parmi les membres du conseil communal pour un terme de six ans. Son mandat est renouvelable. Peu avant son entrer en fonctions, le bourgmestre prête, entre les mains du ou de la ministre de l'Intérieur ou bien de son délégué, le serment prévu par l'article 6 de la loi communale modifiée du 13 décembre 1988 : 

« Je jure fidélité au Grand-Duc, d'observer la Constitution et les lois du pays, et de remplir avec zèle, exactitude, intégrité et impartialité les fonctions qui me sont confiées. »

## Attributions
Le bourgmestre est chargé de l'exécution des lois et règlements de police sous la surveillance du ministère de l'Intérieur, jusqu'en 2015 par le commissaire de district sauf pour Luxembourg où cette surveillance était déjà du domaine de l'État, hors exceptions prévues par la loi. Il peut, sous sa responsabilité, déléguer ses attributions, en tout ou en partie, à un des échevins. Dans les cas prévus, le bourgmestre ou celui qui le remplace pourra requérir directement l'intervention de la force publique. La police des spectacles appartient au bourgmestre ; il peut dans des circonstances extraordinaires, interdire toute représentation, pour assurer le maintien de l'ordre et de la tranquillité publics.
Le bourgmestre, un échevin ou son conseiller par lui délégué à ces fins remplit les fonctions d'officier de l'état civil ; il est particulièrement chargé de faire observer tout ce qui concerne les actes et la tenue des registres de l'état civil.
Le bourgmestre ou son délégué assiste, lorsqu'il le juge convenable, aux réunions des commissions administratives des hospices civils et des offices sociaux et prend part à leurs délibérations avec voix délibérative. Il a le droit de présider l'assemblée. Les règlements et arrêtés du conseil communal et du collège des bourgmestre et échevins, les publications, les actes et la correspondance de la commune sont signés par le bourgmestre ou celui qui le remplace et contresignés par le secrétaire.
Le bourgmestre peut, sous sa surveillance et sous sa responsabilité, déléguer à un fonctionnaire de l'administration communale : la délivrance des cartes d'identité, la délivrance d'extraits des registres de la population et de certificats établis en tout ou en partie d'après ces registres ; la légalisation de signatures et la certification conforme de copies de documents.